# Halichoeres pictus
Halichoeres pictus är en fiskart som först beskrevs av Poey, 1860.  Halichoeres pictus ingår i släktet Halichoeres och familjen läppfiskar. IUCN kategoriserar arten globalt som livskraftig. Inga underarter finns listade i Catalogue of Life.